# Pámisos (Kardítsa)
Pámisos, en grec moderne : Πάμισος, est un ancien dème du district régional de Kardítsa, en Thessalie, Grèce. Depuis 2010, il est fusionné au sein du dème de Mouzáki. 
Selon le recensement de 2011, la population du dème compte 3 787 habitants.